# Фосс, Фридрих
Фри́дрих Теодо́рович Фосс (Восс) (нем. Friedrich (Fritz) Voß (Voss); 25 августа 1903, Брауншвейг — 11 апреля 1938, Бутовский полигон) — немецкий советский актёр театра и кино, театральный деятель, диктор радио. Политэмигрант. Жертва политического террора в СССР.

## Биография
Родился в Брауншвейге. Образование среднее.
На театральной сцене дебютировал в 1925 году в Тильзите. Затем предположительно работал помощником режиссёра в Ханау. В 1928—1929 годах — в труппе Нового театра во Франкфурте на Майне. Затем — член «Коллектива молодых актёров» в Лейпциге. В 1930—1932 годах — помощник режиссёра в Городском театре Ханау.
С 1930 по 1937 год — член Коммунистической партии Германии. В апреле 1932 года как актёр по приглашению Международного объединения рабочих театров (МОРТ) прибыл в СССР. С 1933 года участвовал в постановках Немецкого театра «Колонне Линкс» в Москве, руководимого Густавом фон Вангенхаймом. Сыграл роль эсэсовца Вилли Шрёдера (нем. Willi Schröder) в кинофильме «Борцы» (1936), в годы «большого террора» бо́льшая часть членов съёмочной группы подверглась репрессиям.
В 1933—1937 годах — диктор Московского радио (радиовещание на немецком языке). Затем не работал (по другим сведениям на день ареста — актёр-диктор Всесоюзного комитета по радиофикации и радиовещанию при СНК СССР). В 1937 году принял советское гражданство.
Арестован 11 февраля 1938 года, обвинён в участии в контрреволюционной фашистской шпионской организации «Гитлер-Югенд». Приговорён 23 февраля 1938 года Комиссией НКВД и Прокурора СССР к ВМН. Расстрелян 11 апреля 1938 года. Место захоронения — Бутовский полигон.  Реабилитирован посмертно 28 июля 1958 года.

### Семья
- гражданская жена — Роза Витфогель (урожд. Шлезингер) (нем. Rose Wittfogel (geb. Schlesinger); (1889—?)), заведующая архивом Международного аграрного института в Москве[K 3], лектор, с 1921 по 1932 год была замужем за Карлом Виттфогелем[25].

## Фильмография
- 1936 — Борцы

## Комментарии
1. ↑  Международное объединение рабочих театров (МОРТ) возникло в 1929 году по инициативе Профинтерна, в задачи МОРТ входило сближение и объединение рабочих театральных организаций всех стран[5].
2. ↑  Проходивший по делу Г. Дамериус на допросе в НКВД 21 марта 1938 года показал, что Фосс был враждебно настроен по отношению к Советскому Союзу, в ходе бесед высказывал фашистские взгляды[18][19].
3. ↑  Международный аграрный институт был создан при Крестинтерне в 1925 году, занимался исследованием аграрного и крестьянского вопросов в разных странах, анализом аграрной политики коммунистических партий[24].